# Jason Brooks
Jason Maxwell Brooks (* 10. Mai 1966 in Colorado Springs, Colorado) ist ein US-amerikanischer Schauspieler.

## Leben
Brooks verbrachte die meiste Zeit seiner Kindheit in Los Angeles. Später studierte er an der University of Arizona und der San Diego University Betriebswirtschaft. Mit 21 Jahren gründete er mit einem Freund „Island Yoghurt“, eine erfolgreiche Firma, die Non-Fat Joghurt herstellt. Da er Betriebswirtschaft aber eher unkreativ fand, nahm er nebenbei auch Schauspielkurse. Schon bald fand er einen Agenten, der seine Karriere zum Laufen bringen sollte.
Die Caster der US-Serie Baywatch waren beeindruckt, als Brooks 1993 für eine Gasthauptrolle vorsprach. Zu ihrem Bedauern erhielt Brooks aber kurz vor Drehbeginn die Rolle des Peter Blake in der Soap Zeit der Sehnsucht, die vor allem in den USA sehr bekannt ist. Der zwielichtigen Rolle des Peter Blake blieb er bis 1998 treu. Vom Magazin „Soap Opera Digest“ wurde er zu einem der „Sexiest Men on Television“ gewählt. In den folgenden Jahren spielte er in Primetime-Serien wie Pretender, Friends, Charmed, CSI: NY und Boston Legal mit. Außerdem war er in einigen Spielfilmen wie Alibi, Carol und die Weihnachtsgeister oder The Darwin Conspiracy zu sehen.
1999 erhielt Brooks zum zweiten Mal die Chance bei Baywatch einzusteigen, diesmal nicht nur als Gast, sondern Hauptcharakter. Die Rolle des Sean Monroe, Leiter eines Rettungsschwimmer-Ausbildungscenters auf Hawaii, spielte er zwei Staffeln lang, bis Baywatch eingestellt wurde.
Seit Februar 1994 ist Jason Brooks verheiratet und hat einen Sohn, der im März 1999 zur Welt kam.

## Filmografie (Auswahl)
- 1992–2001: Baywatch – Die Rettungsschwimmer von Malibu (Baywatch, Fernsehserie, 45 Folgen)
- 1999–2000: Pretender (Fernsehserie, 7 Folgen)
- 1993–1996: Zeit der Sehnsucht (Days of Our Lives, Fernsehserie, 38 Folgen)
- 1997: Alibi – Dein Mörder spielt mit (Alibi, Fernsehfilm)
- 2002: Charmed – Zauberhafte Hexen (Charmed, Fernsehserie, Folge Tödliche Visionen)
- 2003: Navy CIS (NCIS, Fernsehserie, Folge Anruf von einem Toten)
- 2003: Carol und die Weihnachtsgeister (A Carol Christmas, Fernsehfilm)
- 2010: Criminal Minds (Fernsehserie, Episode 5x18)
- 2011: Switched at Birth (Fernsehserie, 3 Folgen)
- 2012: Golden Winter – Wir suchen ein Zuhause (Golden Winter)
- 2014: Blood Lake: Killerfische greifen an (Blood Lake – Attack Of The Killer Lampreys, Fernsehfilm)
- 2017: Gangster Land (In the Absence of Good Men)